# Carlos Gutiérrez (urugwajski piłkarz)
Carlos Eduardo Gutiérrez Silva (ur. 25 grudnia 1976 w Treinta y Tres) – urugwajski piłkarz występujący na pozycji obrońcy. Zawodnik klubu Bella Vista.

## Kariera klubowa
Gutiérrez karierę rozpoczynał w 1996 roku w zespole River Plate Montevideo. W trakcie sezonu 2002 odszedł stamtąd do brazylijskiego Atlético Mineiro. Po zakończeniu tamtego sezonu wrócił jednak do River Plate. W 2004 roku przeszedł do rosyjskiego klubu FK Rostów z Priemjer-Ligi. Przez trzy sezony rozegrał tam 68 spotkań.
W 2006 roku Gutiérrez wrócił do Urugwaju, gdzie został graczem klubu Liverpool Montevideo. Spędził tam sezon 2006/2007. Następnie grał w Centralu Español, a w 2009 roku trafił do Bella Visty.

## Kariera reprezentacyjna
W reprezentacji Urugwaju Gutiérrez rozegrał 5 spotkań, wszystkie podczas Copa América 2001. Zadebiutował w niej 17 lipca 2001 roku w zremisowanym 1:1 meczu fazy grupowej z Kostaryką. Na tamtym turnieju, zakończonym przez Urugwaj na 4. miejscu, zagrał jeszcze w pojedynkach z Hondurasem (0:1) w fazie grupowej, w ćwierćfinale z Kostaryką (2:1), w półfinale z Meksykiem (1:2) oraz w meczu o 3. miejsce z Hondurasem (2:2, 4:5 w rzutach karnych).